# Saschiz
Saschiz (Duits: Keisd; Hongaars: Szászkézd; Transsylvaans Saksisch dialect: Kisd) is een comună in het district Mureş, Transsylvanië, Roemenië. Het is opgebouwd uit drie dorpen, namelijk:
- Cloaşterf
- Mihai Viteazu
- Saschiz

De kerk van Saschiz maakt deel uit van de Weerkerken in Transsylvanië, die in 1993 werden aangenomen op de Werelderfgoedlijst van UNESCO.

## Geschiedenis
Kézd was voor de 12e eeuw het centrum van een regio waar de Szeklers woonden. Deze vertrokken daarna naar het huidige Szeklerland en hun plek werd ingenomen door de Saksen (Transsylvaanse Saksen) die door de Hongaarse koning werden uitgenodigd zich in het gebied te vestigen om de zuidoostgrens van het Hongaarse rijk te gaan bewaken.

## Demografie
In 2002 telde de comună zo'n 2.048 inwoners, in 2007 waren dat er al 2.080. Dat is een stijging met 32 inwoners (+1,6%) in vijf jaar tijd.
Van de 2.048 inwoners in 2002 waren er zo'n 1.802 (88%) Roemenen, 102 (5%) Duitsers, 82 (4%) Hongaren en 62 (3%)Roma.

## Galerij

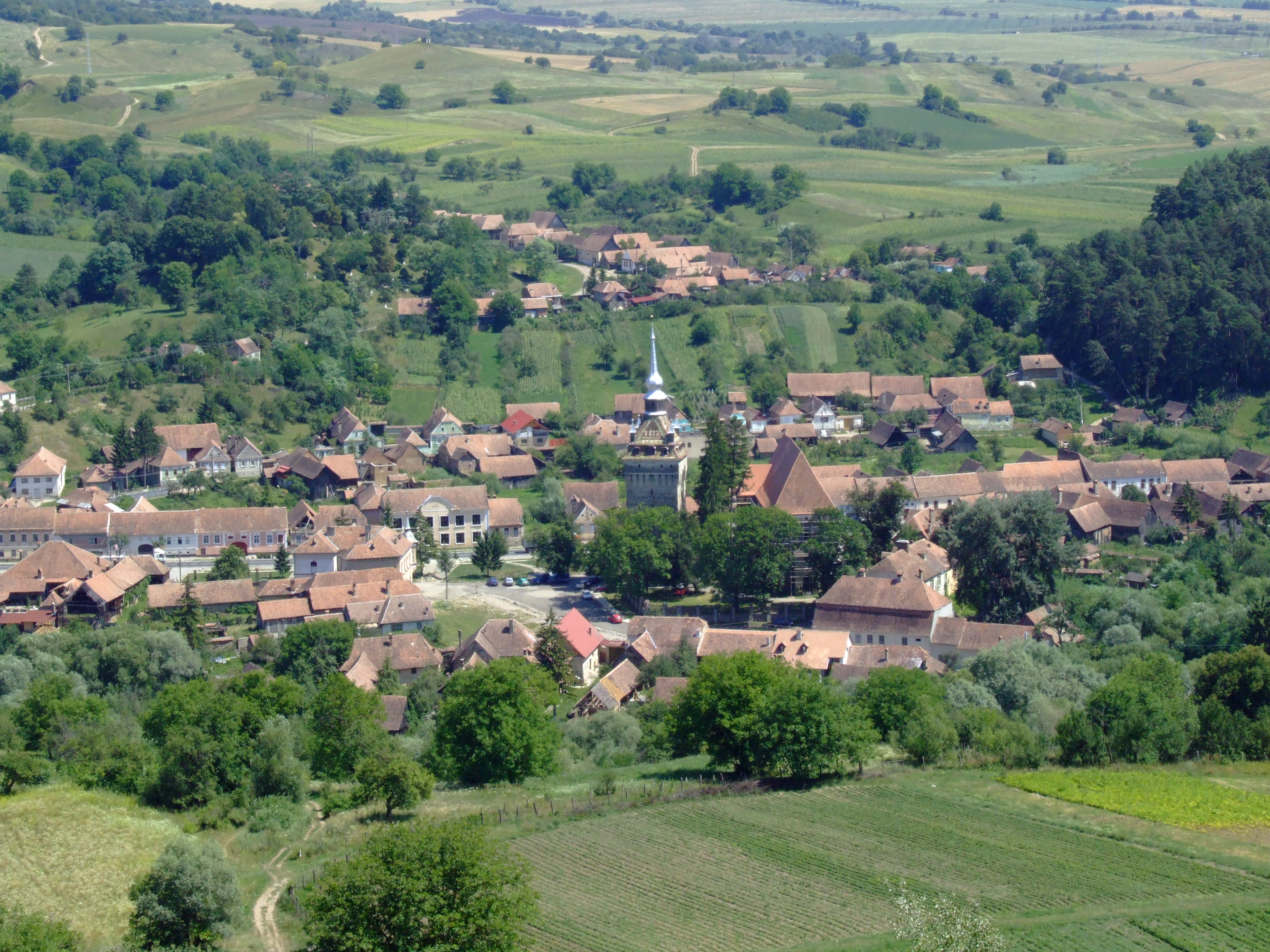
Zicht op Saschiz
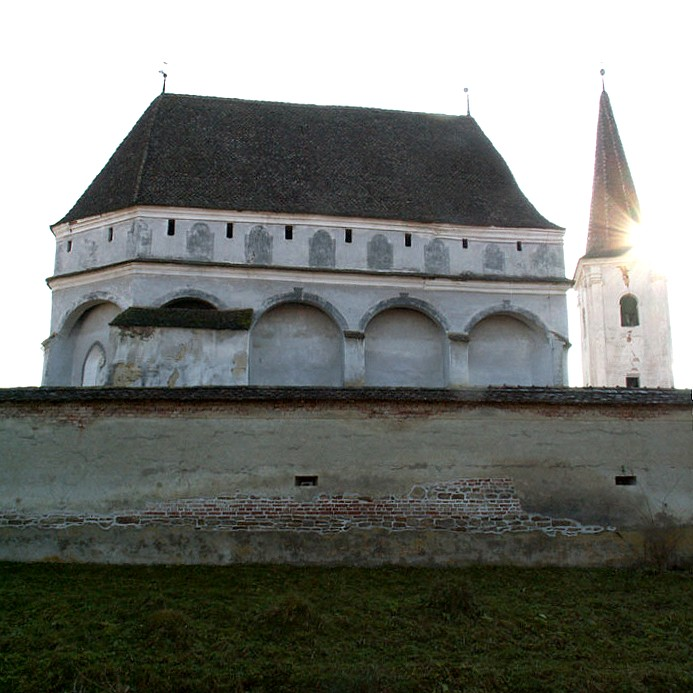
Versterkte kerk (weerkerk) van het dorp Cloaşterf
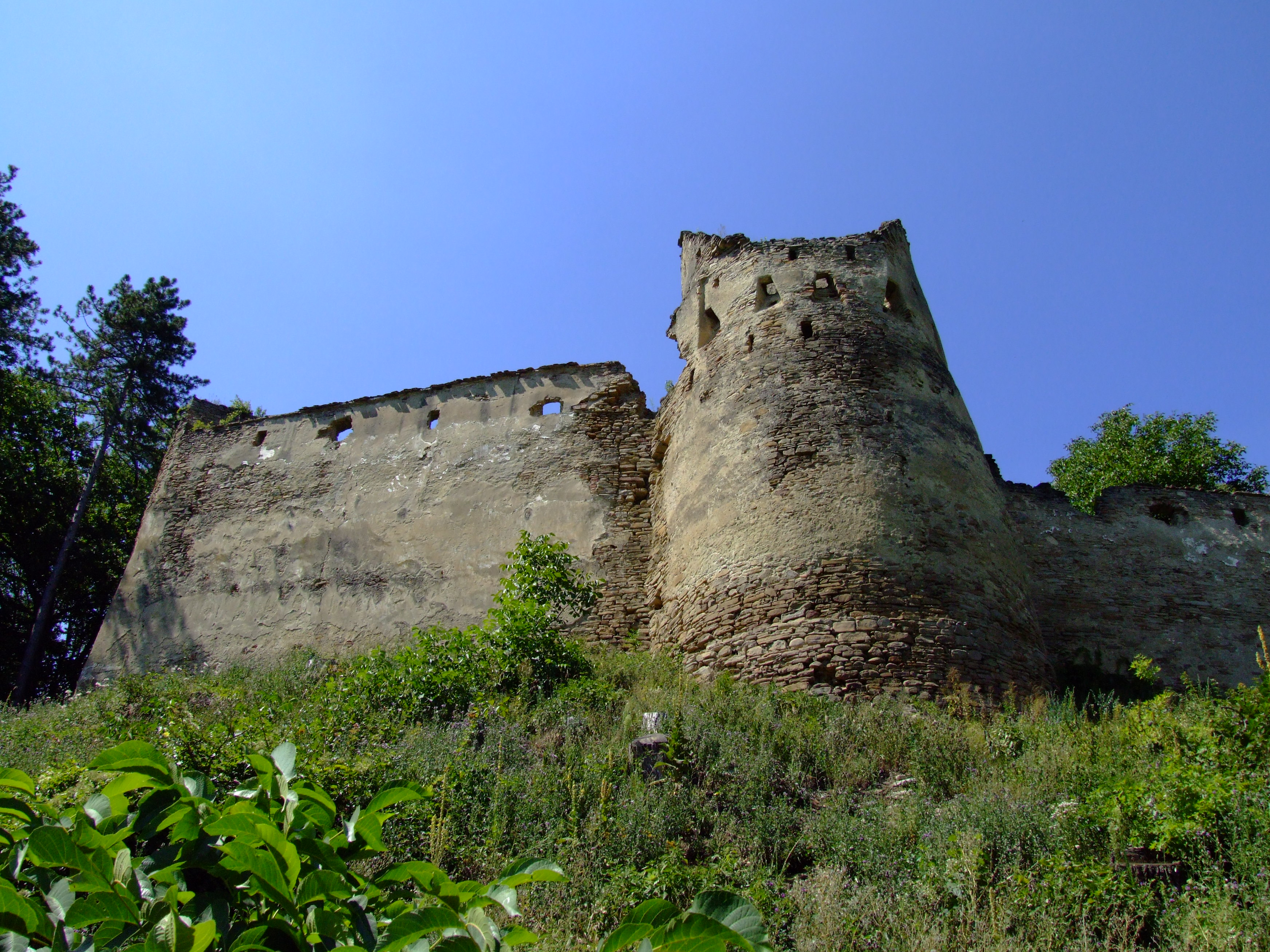
Ruïnes van een burcht
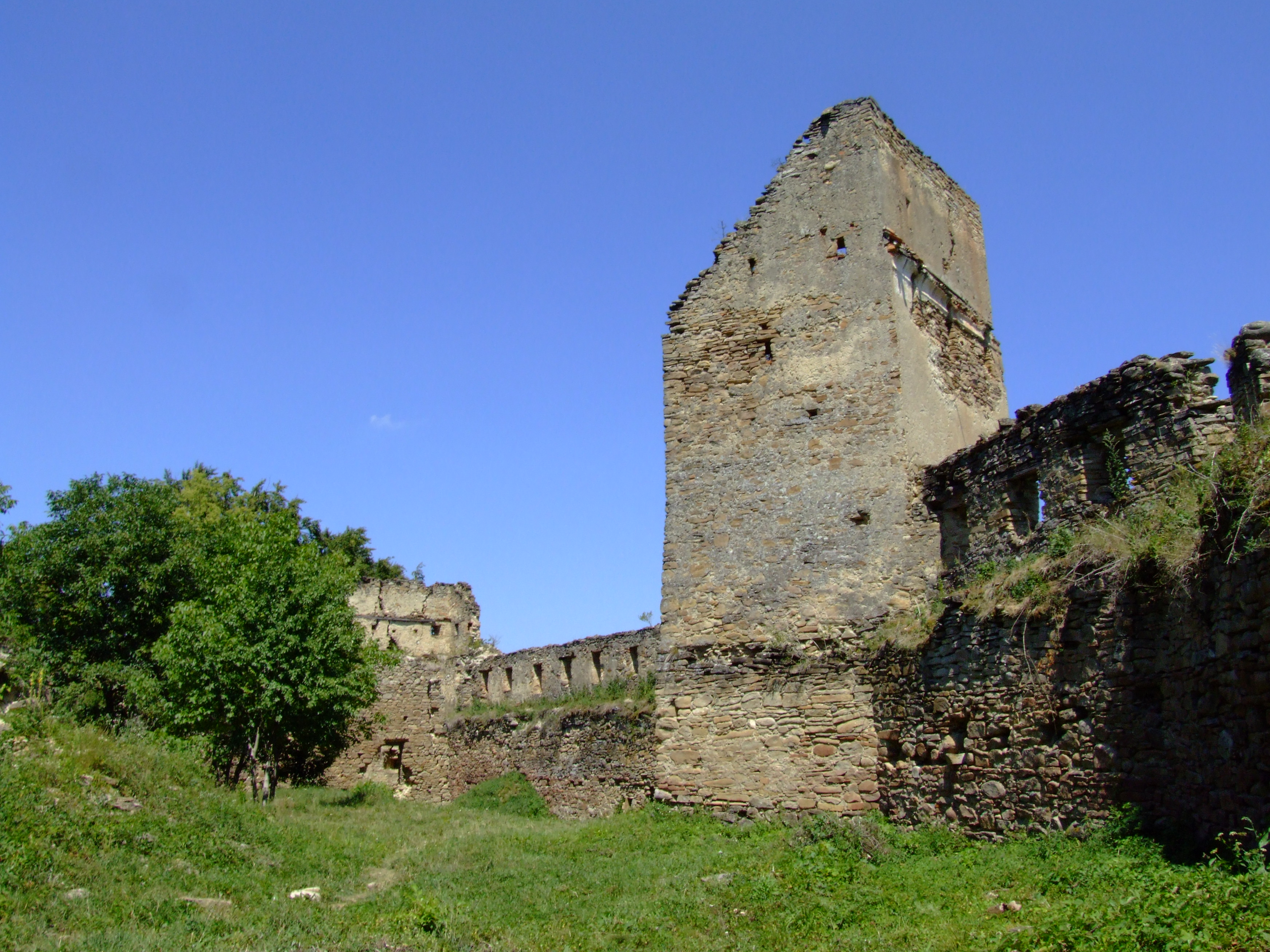
Ruïnes van een burcht
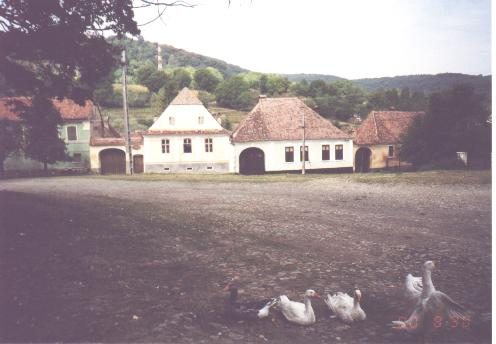
Een traditionele boerderij